# Equisetaceae
Equisetaceae, às vezes chamada de família das cavalinhas, é uma família presente da ordem Equisetales, com um gênero vivente, Equisetum, que compreende cerca de 20 espécies. São plantas herbáceas, terrestres e aquáticas, rizomadas, isospóricas. Família cosmopolita com maior concentração de espécies entre as latitudes de 40 e 60 graus norte, ausente apenas na Austrália, Nova Zelândia e Antártica.

## Informações gerais
Equisetaceae é a única família vivente das Equisetales, um grupo de grandes árvores fósseis. Essas árvores possuíam nervuras semelhantes às presentes nas cavalinhas modernas. Desta família são conhecidos dois gêneros, um vivente Equisetum e outro fóssil Equisetites.
O parente mais próximo de Equisetum é Pseudobornia, que surgiu no fim do Devoniano, há cerca de 375 milhões de anos. Apesar de sua aparente proximidade filogenética, Pseudobornia é classificado em sua própria ordem, nomeada Pseudoborniales.
No entanto, nem todas as espécies fósseis são atribuíveis a esses dois gêneros. Equisetites é um taxon que une todos os tipos de grandes cavalinhas do Mesozóico e é quase certo que seja parafilético. Mas embora algumas das espécies ali classificadas sejam provavelmente ancestrais das cavalinhas modernas, tem havido relatos de "crescimento secundário" em outras Equisetites, e estas provavelmente representam uma linhagem agora extinta. Equicalastrobus é o nome dado aos fósseis de estróbilos de cavalinha, os quais provavelmente na maior parte, ou totalmente, pertencem às plantas (estéreis) colocadas em Equisetites.
Equisetum L.: Gênero: conta com aproximadamente 15 espécies, 13 delas na América tropical e subtropical, chegando à Argentina 2 espécies, ambas presentes no vale de Lerma.
Aparece pela primeira vez no Triássico e era um componente abundante das flora do Mesozóico, porém mui mais robusto que as formas atuais. É possível que tenha derivado de ancestrais arborescentes como Calamites. Os fósseis semelhantes a Equisetum estão classificados no gênero Equisetites, que se estendeu desde Carbonífero superior até o Mesozóico.
Os estróbilos podem se localizar no ápice dos eixos vegetativos ou dos eixos férteis desprovidos de clorofila. Quando os ramos estrobilíferos murcham, o rizoma produz ramos vegetativos verdes. Em algumas espécies, após a descarga de esporos, os mesmos ramos férteis, pobres em clorofila, tornam-se verdes e se ramificam outras, o crescimento é constante, mas lento, abaixo dos estróbilos. Quando estes dispersam seus esporos, muitas vezes se desprendem e estimulam a ramificação dos nós inferiores.
A presença de sílica é necessária para o crescimento normal dos eixos aéreos e é essencial para a manutenção ereta da planta, compensando a baixa quantidade de lignina que possuem. Outra função seria proteger a planta do ataque de patógenos, predadores e da perda excessiva de água. A sílica se deposita na forma de grânulos e rosetas ou é distribuída uniformemente nas paredes internas das células epidérmicas.
A multiplicação vegetativa por meio de fragmentos do rizoma é a mais frequente. A espécie aquática Equisetum hymale L. pode fazer isso por meio de segmentos flutuantes dos eixos aéreo Por apresentarem sílica, são usadas para polir metais. Algumas são tóxicas para animais domésticos.
1. Equisetum bogotense Kunth: Plantas herbáceas prostradas a eretas, pouco ou não ramificadas, com rizomas escuros de 1,5-3 mm diâmetro. Eixos aéreos fracos, maciços, de 1-2 mm de diâmetro, com 4 a 7 valéculas profundas simples e irregulares. Estômatos superficiais dispostos em linhas. Bainhas foliares soltas, de 3 a 4 mm de compriment alargadas, com dentes bicarenados. Estróbilos não maiores que 10 mm, longamente pedicelados quando maduros, esporos com depósito de grânulos finos sobre a superfície e também sobre os elatério Habita desde a América Central e Grandes Antilhas até a Bolívia, Chile e Argentina, chegando aos bosques Andino-Patagônicos. Trata-se de uma espécie orófila que cresce em paredões úmidos, onde pendem alcançando até 80 cm de comprimento, ou em leitos de inundação de riachos e rios, onde alcançam um tamanho menor.
2. Equisetum giganteum L.: Plantas palustres de até 5 m de altura. Rizomas negro-violáceos, sem sílica nem carenas. Eixo aéreo ereto quando jovem, decumbente mais tarde, cilíndrico, fistuloso de 5-25 mm de diâmetro com número variável carenas entre 16-56, marcadas ou não, com estômatos afundados em 2-6 fileiras; com numerosos ramos disposição verticilada, entre 16-56. Bainhas cilíndricas alargadas na base ou ajustadas ao caule, de 3,0-30 mm de comprimento. Estróbilos sésseis, apiculados, cilíndricos a ovóides, de 10-15 mm de comprimento, mas nos ramos jovens podem superar 20 mm de comprimento, dispostos sobre o eixo principal ou frequentemente sobre as extremidades dos ramos laterais.
Amplamente distribuída na América tropical, cresce desde 150 a 2500 m acima do nível do mar, desde o México até o Chile e na Argentina, chegando ao paralelo 40 de latitude sul. É comum na margem dos rios, diques e em valas ao lado das estradas. 
Nome Popular: "Cavalinha".
Além de serem usados para polir objetos de metal, também são usados na medicina popular como diurético e para tratamentos de cálculos vesiculares e renais.
Equisetatae. Equisetaceae AFFINITY. Esta família com seu único gênero se destaca entre as plantas vasculares existentes. As muitas características únicas de sua anatomia e morfologia justificam sua segregação como uma classe distinta, subdivisão ou a mesmo, por alguns autores, uma divisão do reino vegetal. O número de cromossomos de todas as espécies que foram contadas (12 de 15) é n = 108. Há alguma indicação de pequenas diferenças na forma dos cromossomos dos dois subgêneros. Vários híbridos foram descritos entre espécies dentro de cada subgênero, mas nenhum é conhecido entre os dois subgêneros. Evidências de diploidia, não obstante o alto número de cromossomos, foram apresentadas por Soltis (1986).

## Morfologia
No geral, são plantas perenes, terrestres e aquáticas, sendo a maioria rizomatosas (algumas podem até formar raízes). Alguns indivíduos podem atingir até 8 m de altura, mas a maior parte deles não passa de 1 m. Os caules dessa família são rígidos, fotossintéticos e formados por entre-nós de interior oco, ocupados por um canal central maior e canais menores abaixo de sulcos. Já as folhas são verticiladas e reunidas em uma bainha basal, que geralmente possuem menos de 2 cm de comprimento.
Os estróbilos dessa família são formados pela junção dos esporângios, que na maioria são alongados, e se expandem no ápice da planta. Eles também apresentam numerosos espongióforos, dispostos em verticilos. Os esporos dessas plantas são verdes e esféricos, com 4 a 6 elatérios em forma de fita.
O sistema de rizoma é extenso e de grande importância na persistência e disseminação deste gênero. Ele possui raízes, tubérculos (em algumas espécies) e ramos aéreos. Estes iniciam como brotos nodais, na base do internódio acima e enclausurados pela bainha nodal. Cada broto tem um ápice radicular e um ápice de broto, mas frequentemente apenas um se desenvolverá mais. 
Os estômatos são encontrados ao longo dos sulcos, dispersos ou em faixas de cada lado, ou em fileiras únicas de cada lado. Uma seção transversal do internódio mostra um padrão de colênquima (frequentemente chamado erroneamente de esclerênquima) e clorênquima sob a epiderme, canais vasculares no córtex sob os sulcos, e canais carinais sob as cristas. 
Os gametófitos são epigeais, podem crescer até cerca de 1 cm de diâmetro e têm uma porção basal parenquimatosa com rizóides unicelulares ventralmente e placas de tecido clorofilado dorsalmente. Embora esporos sejam homosporosos, os gametófitos são unissexuais na maioria dos casos (Duckett 1970, 1972, 1979; Hauke 1969, 1977, 1980). Os gametófitos arquegoniais, se não fertilizados, comumente mudam para anteridiais e, durante um curto período, podem ser funcionalmente bissexuais e autoférteis.

## Diversidade taxonômica
Existem gêneros de origem europeia e americana, podendo ser os descritos abaixo:

### SubgêneroEquisetum
- Equisetum arvense L.
- Equisetum bogotense HBK.
- Equisetum diffusum D.Don
- Equisetum fluviatile L.
- Equisetum palustre L.
- Equisetum pratense Ehrh.
- Equisetum sylvaticum L.
- Equisetum telmateia Ehrh

### SubgêneroHippochaete
- Equisetum giganteum
- Equisetum myriochaetum Schlecht. and Cham.
- Equisetum hyemale L.
- Equisetum laevigatum
- Equisetum ramosissimum Desf.
- Equisetum scirpoides Michx.
- Equisetum umbrosum J.G.F. Meyer ex Wild.
- Equisetum variegatum Schleicher

### Lista de espécies brasileiras[4]
- E. giganteum ou E. martii: encontrados no Mato Grosso, Minas Gerais e Pantanal;
- E. pyramidale: usada como planta medicinal;
- E. hyemale L.; E. pyramidale; E. palustrel: América Central e do Sul e aparece no Brasil devido à proximidade geográfica;
- E. arvense: ⁣é da Europa, mas cultivada no Brasil para uso medicinal.

## Domínios e Estados de ocorrência no Brasil
A família Equisetaceae é cosmopolita, mas não está presente na Austrália, Nova Zelândia e Antártica.
No entanto, não é endêmica no Brasil, e apresenta somente quinze espécies descritas, representadas por um único gênero. Esse gênero ocorre em vários estados brasileiros, como, Rondônia, Bahia, Pernambuco, Paraíba, Piauí, Distrito Federal, Goiás, Mato Grosso do Sul, Mato Grosso, Espírito Santo, Minas Gerais, Rio de Janeiro, São Paulo, Paraná, Rio Grande do Sul e Santa Catarina. 
Não são predominantes em domínios como o Cerrado, Mata Atlântica e áreas antropomorfizadas, mas são muito utilizadas como plantas ornamentais de paisagismo.

## Relações filogenéticas
Atualmente, a divisão que inclui a família Equisetaceae se encontra dentro de Monilófitas, pertencente à grande divisão das traqueófitas (plantas vasculares), a qual se divide em Licófitas e Eufilófitas. Dentro de Monilófitas, incluem-se as classes Equisetopsida, Psilotopsida, Marattiopsida e Polypodiopsida. Esta divisão é proposta por esses grupos apresentarem características comuns como, esporófito ramificado, lignina, xilema e floema, sendo esses quatro primeiros comuns para todas as traqueófitas. Além disso, como sinapomorfia de Monilófitas as características são, caule do tipo sifonostelo e raiz com protoxilema mesarco, circundado por metaxilema.
Equisetaceae dentro de Monilófitas é grupo-irmão de Marattiaceae, pois além de compartilharem as características citadas acima, esse grupo possui três caracteres que servem para diferenciá-lo dos outros, como a estrutura do caule, os esporangióforos e esporos elatérios.
O Equisetum tem sido, há muito tempo, o foco de atenção de botânicos e paleontólogos porque, dado seu longo e bem documentado registro fóssil, é considerado um elemento-chave na tentativa de entender a evolução das plantas vasculares (Scott, 1900; Browne, 1908; Eames, 1936; Bierhorst, 1971; Rothwell, 1999; Pryer et al., 2001; Karol et al., 2010; Husby, 2013; Elgorriaga et al., 2018). Com base em estudos filogenéticos e taxonômicos, está claro, a partir de dados fósseis, que o gênero era muito mais diverso no passado antigo (Elgorriaga et al., 2018; Clark et al., 2019).
Equisetum era anteriormente dividido em dois subgêneros, embora recentemente tenha aumentado para três (revisado em Christenhusz et al., 2019 ). Embora o gênero seja mais diverso no Hemisfério Norte, as espécies existentes se estendem para a América do Sul tropical e as Ilhas Galápagos, e uma espécie ocorre na África tropical, nas Mascarenhas e na Ásia tropical a leste da Nova Caledônia e Fiji (Hauke, 1963, 1978; Christenhusz et al., 2019). O gênero não é mais nativo da Austrália ou da Nova Zelândia, mas fósseis mesozóicos são conhecidos da Australásia (por exemplo, Gould, 1968; Pole e McLoughlin, 2017). A distribuição moderna de Equisetum foi, portanto, sugerida como sendo pelo menos parcialmente relictual (Christenhusz et al., 2019). No entanto, Testo e Sundue (2016) encontraram taxas quase iguais e baixas de extinção e diversificação para a família, o que é semelhante à taxa encontrada para muitas outras famílias de samambaias, e taxas gerais mais baixas para ambas, então a extinção pode não ter um grande efeito nos estudos biogeográficos das espécies existentes.
A história fóssil de Equisetum (ou Equisetaceae, dependendo do tratamento genérico dos táxons fósseis) provavelmente remonta ao Carbonífero (Good, 1971; Stewart e Rothwell, 1993; Taylor e Taylor, 1993; Elgorriaga et al., 2018; Clark et al., 2019) e, como houve pouca mudança morfológica, o gênero pode ser considerado um "fóssil vivo" (Arnold, 1947; Herrera-Flores et al., 2017). 
Acredita-se que Equisetum seja um membro dos 'esfenófitos', Equisetopsida ou Sphenopsida, que se originou no Devoniano (Stewart e Rothwell, 1993; Taylor e Taylor, 1993; Clark et al., 2019). No Carbonífero, gêneros arborescentes como Calamites exibiram crescimento secundário e foram um elemento importante das florestas daquela época. Classificações modernas (por exemplo, Christenhusz e Chase, 2014) baseada análises filogenéticas moleculares (por exemplo, Pryer et al., 2001; Testo e Sundue, 2016; Shen et al., 2018) incluíram Equisetum entre as samambaias, dando uma reviravolta ligeiramente inesperada à história da evolução das plantas vasculares e levantando questões sobre as relações das samambaias (incluindo Equisetum) com alguns esfenopsídeos fósseis (já questionados por Bower, 1908).
Os primeiros insights confiáveis sobre a citologia de Equisetum foram feitos por Manton (1950) , que analis várias espécies e relatou que todas possuíam um número de cromossomos somáticos de 2 n = 216. Como todos os estudos meióticos exibiram 108 bivalentes regulares, uma contagem de cromossomos somáticos de 216 é considerada citologicamente diploide. Desde então, vários outros estudos confirmaram que 2 n = 216 amplamente conservado no gênero (Ninan, 1955; Mehra e Bir, 1959; Löve e Löve, 1961).